# Antonín Gerber
Antonín Gerber (18. února 1711 Markvartice, dnes městská část Jablonného v Podještědí – 25. listopadu 1792 Praha) byl český hudební skladatel a flétnista.

## Život
Vystudoval jezuitské gymnázium v Lehnici v Polsku. Zde zpíval v chrámovém chlapeckém sboru a získal základy hudebního vzdělání. Pokračoval studiem filosofie na jezuitské univerzitě ve Vratislavi. Po studiích odešel do Prahy a hrál na housle a flétnu v předních pražských chrámových kapelách: v kostele Narození Páně (Loreta), v katedrále sv. Víta a u křižovníků na Starém Městě. Platil za jednoho z nejlepších tehdejších pražských flétnistů. Působil také jako koncertní mistr v kapele hraběte Černína z Chudenic.

## Dílo
Je autorem řady sonát, instrumentálních koncertů a symfonií.